# 廣西省 (清朝)
广西省（穆麟德轉寫：guwangsi golo）為清朝時期22個省份之一。清代時，推行省、道、府州（直隸廳或直隸州）、縣四級行政區劃制，顺治六年（1649年）。将明朝廣西承宣布政使司辖境改称广西行省，省會駐桂林府（今桂林市）。1649年，设广西巡抚。1661年—1665年、1723年—1724年，设广西总督；1727年—1734年，由云贵总督兼管广西；其他时段，为两广总督兼管广西。

## 歷史
明末清初的廣西兵禍連年，先是南明永曆政權反清與瞿式耜、李定國抗清，後有廣西將軍孫延齡起兵追隨以吳三桂為首的「三藩之亂」。隨著社會的逐步恢復穩定，廣西城鎮商業繁榮，農田水利灌溉技術日臻成熟，大量陂、堰、塘、渠的修建和水翻筒車普遍使用，田地大量增加，連山區亦開闢出梯田、沖田等。文化藝術方面，具有地方性、民族性的桂劇、彩調劇等民間戲劇逐漸流行。清代中期以後，天地會勢力在廣西境內迅速發展，反清情緒高漲。鴉片戰爭爆發後，廣西反帝反封建衡突形成高潮。1851年，太平天國起義在廣西爆發，天地會的反清起義也在各地勃然興起。其時，民眾和西方教會的衝突也日益加深。1856年，法國藉口「西林教案」悍然發動第二次鴉片戰爭。廣西軍民奮起抗擊法國侵略，在陸路戰場取得震驚中外的鎮南關大捷。
清末，由於西方帝國主義的經濟入侵，廣西自給自足的小農經濟加速破產，人民日益貧困，社會陷於動盪。1911年辛亥革命爆發後，廣西革命黨人先後組織了柳州起義、潯州起義，正式宣告廣西脫離清廷獨立。

## 行政區劃
| 广西省行政区划图（1820年）                                                                   |
| 桂林府 平乐府 梧州府 属梧州府 柳州府 庆远府 思恩府 浔州府 南宁府 泗城府 镇安府 郁林州 太平府 |

廣西全省劃分為11個府、2個直隸廳、2個直隸州，各別統轄各州廳縣：
- 11府
  - 桂林府（治臨桂，今桂林）
    - 下辖：臨桂县、兴安县、灵川县、阳朔县、永宁州、永福县、义宁县、全州、灌阳县、龙胜厅、中渡厅

  - 柳州府（治馬平，今柳州）
    - 下辖：馬平县、雒容县、罗城县、柳城县、怀远县、融县、象州、来宾县

  - 慶遠府（治宜山）
    - 下辖：宜山县、天河县、河池州、思恩县、东兰州、安化厅

  - 思恩府（治武緣，今武鳴），1663年，由思恩军民府改
    - 下辖：武緣县、迁江县、上林县、宾州、那马厅

  - 泗城府（治淩雲），1658年，设泗城军民府，1727年，改泗城府
    - 下辖：淩雲县、西林县、西隆州

  - 平樂府（治平樂）
    - 下辖：平樂县、富川县、恭城县、贺县、荔浦县、修仁县、永安州、昭平县、信都厅

  - 梧州府（治蒼梧，今梧州）
    - 下辖：蒼梧县、容县、藤县、岑溪县、怀集县

  - 潯州府（治桂平）
    - 下辖：桂平县、平南县、贵县、武宣县

  - 南寧府（治宣化，今南寧）
    - 下辖：宣化县、隆安县、新宁州、横州、永淳县

  - 太平府（治崇善，今崇左）
    - 下辖：崇善县、左州、养利州、永康州、宁明州、龙州厅、凭祥厅

  - 鎮安府（治天寶，今德保），1658年，设镇安军民府，1727年，改鎮安府
    - 下辖：天寶县、奉议州

- 2直隸廳
  - 上思直隸廳（治今上思），1892年设
  - 百色直隸廳（治今百色），1876年设
    - 下辖：恩阳州判、恩阳县、上林县（土司）、下旺土司

- 2直隸州
  - 鬱林直隸州（治今玉林），1725年设
    - 下辖：博白县、北流县、陆川县、兴业县

  - 歸順直隸州（治今靖西），1886年设
    - 下辖：镇边县、下雷州（土司）

雍正十年（1732年），荔波縣劃歸貴州省統轄。1725年，设宾州直隶州，1734年裁；1727年，设西隆直隶州，1729年裁。
清末，今廣西境內設有11府、2直隸廳及2直隸州，下轄8廳、15州、49縣，及34土州、6土縣、10土司和3長官司。

### 引用
1. ↑  廣西壯族自治區人民政府門戶網站 的存檔，存档日期2013-05-23.